# Steven Schipper
Steven Schipper ist ein kanadischer Regisseur und Theaterleiter.
Schipper studierte an der McGill University, der Bishop’s University und der National Theatre School of Canada. Er wurde 1984 von John Hirsch als Leiter für das Stratford Festival gewonnen und ist seit 1989 künstlerischer Leiter des Manitoba Theatre Centre (MTC). Unter seiner Leitung fand u. a. die Uraufführung von Maureen Hunters Stück Atlantis (1995–96) und Mark Steins Mating Dance of the Werewolf und die kanadische Erstaufführung von Steve Martins Picasso at the Lapin Agile statt. 1995 holte er Keanu Reeves für eine Aufführung des Hamlet an das MTC. Weiterhin konzipierte und leitete er The History of Manitoba from the Beginning of Time to the Present in 45 Minutes, ein preisgekröntes Stück, das an den Highschools Manitobas aufgeführt wurde. Am Winnipeg Jewish Theatre leitete er 2000 die Aufführung des Stückes Last Night of Ballyhoo. 2007 verlieh ihm die University of Winnipeg einen Ehrendoktortitel.
Schipper ist mit der Schauspielerin Terri Cherniak verheiratet.